# Rémy Rochas
Rémy Rochas (La Motte-Servolex, 18 de mayo de 1996) es un ciclista francés, miembro del equipo Groupama-FDJ.

## Palmarés
2016
- 1 etapa del Ronde d'Isard

## Resultados en Grandes Vueltas
| Carrera | Carrera         | 2019 | 2020 | 2021 | 2022 | 2023 | 2024 | 2025 |
| ------- | --------------- | ---- | ---- | ---- | ---- | ---- | ---- | ---- |
|         | Giro de Italia  | —    | —    | Ab.  | 71.º | Ab.  | —    | 39.º |
|         | Tour de Francia | —    | —    | —    | —    | —    | —    | —    |
|         | Vuelta a España | —    | —    | 15.º | Ab.  | 28.º | Ab.  | —    |

—: no participa

Ab.: abandono